# Hamza El Gamal
Hamza El Gabal, né le 2 mars 1970 à Ismaïlia (Égypte), est un footballeur égyptien ayant évolué au poste de défenseur central à l'Ismaily SC et en équipe d'Égypte. Il devient par la suite entraîneur.

## Biographie
Hamza El Gabal participe à la Coupe d'Afrique des nations 1994 puis à la Coupe d'Afrique des nations 1996 avec l'équipe d'Égypte.

## Palmarès
- Champion d'Égypte en 1991 avec l'Ismaily SC
- Vainqueur de la Coupe d'Égypte en 1997 avec l'Ismaily SC
- troisième place à Coupe du monde de football des moins de 20 ans en 2001 avec l’Egypte -20